# Drapelul statului Idaho

Steagul statului Idaho

Steagul statului Idaho constă din sigiliul statului, plasat în mijlocul steagului, la intersecția diagonalelor acestuia, pe un câmp de culoare albastru atât de închis încât se apropie de indigo.  Cuvintele State of Idaho apar cu litere aurii pe o zonă de culoare roșie care se găsește pe o bandă de asemenea aurie, totul sub stema statului. Conform descrierii oficiale a steagului, ar trebui să existe de asemenea o bandă ornamentală aurie (în engleză, fringe) de-a lungul marginilor steagului, dar multe versiuni ale steagului nu conțin acest detaliu ornamental. 
Stema, aflată central, prezintă un miner și o femeie semnificând Egalitate, Libertate și Dreptate.  Celelalte elemente ale stemei reprezintă câteva dintre cele mai importante resurse naturale ale statului, mineritul, pădurile, pământul cultivabil, respectiv flora și fauna statului. 
Actualul design al steagului se bazează pe cel a unui steag al Primei Divizii de Infanterie a statului Idaho (în engleză, First Idaho Infantry) din 1899, din timpul Războiului spaniolo-american (vedeți Spanish-American War).  Steagul a fost adoptat în ziua de 12 martie 1907 și a fost foarte ușor modificat în 1957. 